# الکسی بیچنکو
الکسی بیچنکو (عبری: אלכסיי ביצ'נקו‎؛ زادهٔ ۵ فوریهٔ ۱۹۸۸) اسکیت‌باز نمایشی اهل اسرائیل است که در بازی‌های المپیک زمستانی نیز حضور داشت.